# Olive and the Burglar
Olive and the Burglar è un cortometraggio muto del 1915 diretto da Richard Ridgely.
Settimo corto della serie Edison a un rullo Olive's Opportunities.

## Produzione
Il film fu prodotto dalla Edison Company.

## Distribuzione
Distribuito dalla General Film Company, il film - un cortometraggio in una bobina - uscì nelle sale cinematografiche statunitensi il 5 gennaio 1915.